# Стрільці (фільм, 2025)
«Стрільці» (англ. Gunslingers) — американський вестерн 2025 року, написаний, спродюсований, зрежисований і змонтований Брайаном Скибою. У ролях: Ніколас Кейдж, Стівен Дорфф та Гізер Грем.

## Синопсис
Стрілець Келлер і божевільний геній Бен стикаються з насильством і помстою.

## Акторський склад
| Актор                 | Роль          |
| --------------------- | ------------- |
| Ніколас Кейдж         | Бен           |
| Стівен Дорфф          | Томас Келлер  |
| Гізер Грем            | Вел           |
| Джеремі Кент Джексон  | Роберт Келлер |
| Скарлет Роуз Сталлоне | Белла         |
| Ці Ма                 | Лін           |
| Костас Менділор       | Джеріко       |
| Брі Блер              | Мері          |
| Рендолл Батінкофф     | Док           |

## Виробництво
У травні 2024 року було оголошено про початок пост-продакшну вестерну «Стрільці» після зйомок у Кейв-Сіті, та округах Баррен, Гарт і Едмонсон. Брайан Скиба написав сценарій, виступив співпродюсером і режисером фільму, а в акторський склад увійшли Ніколас Кейдж, Стівен Дорфф, Гізер Грем, Скарлет Роуз Сталлоне, Рендалл Батінкофф, Ці Ма, Костас Манділор, Купер Барнс і Бре Блер.

## Випуск
Фільм вийшов у прокат в окремих кінотеатрах США, а також на ВНВ 11 квітня 2025 року.

## Відгуки
На агрегаторі рецензій Rotten Tomatoes фільм має 5% свіжості на основі 19 відгуків критиків, із середньою оцінкою 3,2/10. На Metacritic у фільму 22 бали зі 100, спираючись на думки п'яти критиків.